# Stelletta individua
Stelletta individua är en svampdjursart som först beskrevs av Schmidt 1870.  Stelletta individua ingår i släktet Stelletta och familjen Ancorinidae. Inga underarter finns listade i Catalogue of Life.